# Nicolas-Joseph Dehesselle
Nicolas-Joseph Dehesselle, né le 4 juillet 1789 à Charneux (Duché de Limbourg), fils de Jean Paschal Des Heselles et de Jeanne Françoise Grignard. Mort le 15 août 1865 à Namur (Belgique), est un prêtre du diocèse de Liège, nommé en 1836 vingtième évêque du diocèse de Namur. Il le reste jusqu’à sa mort en 1865. 

## Formation et premières années
Ordonné prêtre par Joseph Pisani de la Gaude (21 juin 1812) après des études de théologie au séminaire de Namur, Dehesselle retourne dans son diocèse où, au fil des années on lui confie des charges de plus en plus importantes : de vicaire à la paroisse Saint-Nicolas au début de son ministère à président du grand séminaire de Liège en 1827 et vicaire général (1833).
Le 1er février 1836 il est nommé évêque de Namur. Le 13 mars suivant il y reçoit la consécration épiscopale des mains d'Engelbert Sterckx, archevêque de Malines, assisté de Corneille van Bommel, évêque de Liège, et Gaspar-Joseph Labis. 

## Évêque de Namur
La récente indépendance de la Belgique (1831) - avec la liberté religieuse retrouvée - permet de nombreuses initiatives. Dehesselle donne priorité au renouveau de la foi de son diocèse. Des missions paroissiales sont organisées dans presque toutes les paroisses par un groupe de « missionnaires diocésains » dirigé par les abbés Pierre Roubaud et Théodore de Montpellier. Les religieux — franciscains, jésuites et rédemptoristes — sont également mis à contribution. Dehesselle vient souvent en personne clore ces « missions » de campagne. En 1842 il prêche devant 4 000 personnes à Saint-Denis. Même succès à Namur ou une « mission paroissiale » (en 1837) est dirigée par des jésuites. 
Lui-même visite systématiquement chaque paroisse de son vaste diocèse, n’hésitant pas à l’occasion à donner le catéchisme aux enfants.  En 1848, avec Floreffe, il termine la visite pastorale de son diocèse.  
En 1837, le diocèse est divisé en doyennés. Dehesselle poursuit également le programme de réparation et reconstructions d’églises et presbytères. La plupart n’avaient plus été entretenus depuis la Révolution française, et des accidents avaient eu lieu. Une « œuvre des églises pauvres » est fondée à Namur en 1850. La cathédrale Saint-Aubain elle-même est embellie.
En 1838, lorsque Guillaume de Hollande accepte le traité des XXIV articles, Dehesselle perd une partie de son diocèse, l’ancien duché de Luxembourg étant divisé en deux, une partie belge et l’autre devenant le Grand-Duché. Il envoie une lettre au clergé de ce qui deviendra le « Vicariat de Luxembourg » : « Adieu, donc vénérable clergé et pasteurs du Grand-Duché de Luxembourg, recevez mes remerciements pour les marques d’attachement et de confiance que vous n’avez cessé de nous accorder… » Jusqu’en 1844 les séminaristes de Luxembourg étudient à Namur, cependant.
Un journal d’opinion catholique est fondé en 1839 : l’Ami de l’Ordre. Dehesselle appelle également les catholiques de son diocèse à soutenir Pie IX, lorsqu’il est chassé de Rome et en exil à Gaète (1849) : des zouaves pontificaux sont recrutés. L’œuvre du « denier de Saint-Pierre » est établie à Namur le 19 avril 1860, et les fidèles sont invités à souscrire à un emprunt pontifical en 1864.  
Dehesselle est à Rome, le 8 décembre 1854, pour la définition solennelle du dogme de l’Immaculée Conception. Des fêtes grandioses sont organisées à Namur en mai 1855 pour célébrer l’événement : le texte de la définition dogmatique est lu solennellement au cours d’une messe pontificale, le dimanche 13 mai 1855. Chaque paroisse a ensuite sa solennité et sa célébration. 
Nicolas-Joseph Dehesselle, meurt inopinément à Namur, le jour de la fête de l’Assomption, 15 août 1865.

## Succession apostolique
Nicolas-Joseph Dehesselle a ordonné les évêques suivants :
- Archevêque Nicolas Adames (en) (1863)